# مقبرة سان إيسيدرو
مقبرة سان إيسيدرو (بالإسبانية: Cementerio de San Isidro)‏ هي مقبرة كاثوليكية على الطراز اللاتيني، تقع في منطقة كارابانتشيل في مدريد. بُني الفناء الأول للمقبرة عام 1811، إلى أن وُسعت بأفنية جديدة طيلة القرن التاسع عشر. تبرز ساحتها المركزية، وهي ساحة كونثيبثيون، بمجموعة كبيرة من الآلهة. تحتضن هذه المقبرة العديد من الإسبان المشهورين من الفنانين والسياسيين والشعراء مثل لياندرو فرنانديث دى موراتين، بيدرو رودريغيث، أستبانث كلدرون، خوسيه إتشيغاراي، أنتي بافليتش، ميغيل بريمو دي ريبيرا، خوسيه أورتيجا إي جاسيت، كونشا بيكر، إيرنستو خيمينيث كاباييرو، فولغينسيو باتيستا، خوسيه أنطونيو بريمو دي ريبيرا، ميغيل بوير، بيلار دي بوربون، ليوناردو توريس كيبيدو، أنطونيو مورا، فرانثيسكو سيلبيلا، سيجسموندو موريت وإيميليو كاستيلار من بين آخرين.